# NGC 6953
NGC 6953 is een asterisme in het sterrenbeeld Cepheus. Het hemelobject werd op 14 september 1885 ontdekt door de Amerikaanse astronoom Lewis A. Swift.